# A Carta (1929)
The Letter (bra: A Carta; prt: A Carta) é um filme norte-americano de 1929, do gênero drama, dirigido por Jean de Limur e estrelado por Jeanne Eagels e O. P. Heggie. O roteiro foi baseado na peça teatral homônima de 1927, de W. Somerset Maugham.

## Notas de produção

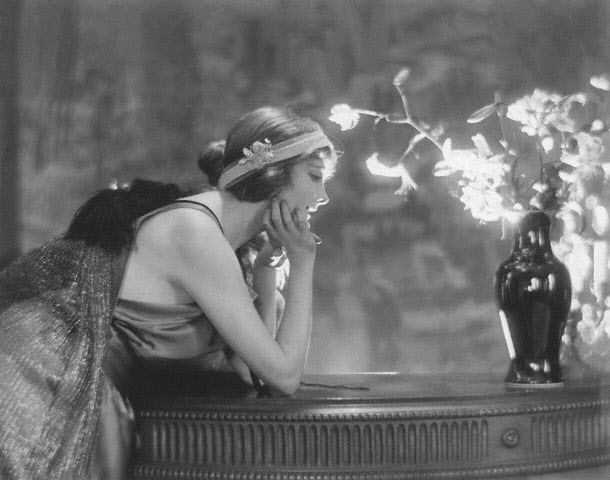
Jeanne Eagels em foto de 1921. Jeanne cavou seu caminho na Broadway na década de 1910 e fez alguns trabalhos no cinema. Faleceu em 1929, por overdose de álcool, tranquilizantes ou heroína -- ou ainda uma combinação dos três, as autópsias são inconclusivas. Tinha apenas 39 anos de idade.